# Barbara Schock
Barbara Schock (* 1955 oder 1956 in South Dakota) ist eine US-amerikanische Filmregisseurin und Filmemacherin, die bei den 72. Academy Awards 2000 in der Kategorie „Bester Kurzfilm“ (Live Action) für ihren Film My Mother Dreams the Satan’s Disciples in New York mit einem Oscar ausgezeichnet worden ist.

## Biografie
Barbara Schock, ursprünglich aus South Dakota stammend, machte ihren Bachelor of Arts in englischer Literatur an der University of California, San Diego, daran schlossen sich der Master of Fine Arts in Filmregie am American Film Institute an. Begleitend belegte sie Seminare in verschiedenen Stufen der Regieführung verbunden mit Kursen über Führung von Schauspielern.
Bevor Schock nach New York ging, war sie an der Chapman University tätig, Gastdozentin an der Aalto-Universität in Helsinki und am California College of the Arts und unterrichtete drei Jahre lang bei Tisch Asia, wo sie den Lehrplan und die Studien für die Studenten des zweiten Jahrgangs leitete. Zudem gab sie Meisterkurse über Kurzfilme für Schüler der Maine Media Workshops. Schock war Vizepräsidentin für Produktionen von Silverfilm Productions von Joan Micklin Silver.
Am Anfang ihrer Karriere drehte Schock zusammen mit ihrem damaligen Ehemann, dem Schriftsteller und Filmemacher Rex Pickett, die beiden unabhängigen Spielfilme California Without End (1984) und From Hollywood to Deadwood (1988). Sie war eine Schülerin des inzwischen verstorbenen Malers und legendären Filmkritikers Manny Farber, den sie als ihren wichtigsten Mentor bezeichnete. Schock oblag auch die Aufsicht über die Entwicklung, die die Drehbücher der Pulitzer-Preisträgerin Lynn Nottage und des Romanautors Alan Furst nahmen. Schock assistierte David Fincher, als dieser in London für 20th Century Fox Alien 3 inszenierte. Sie war zudem die Assistentin des Produzenten Michael Nozik bei dem Thriller Halbblut unter der Regie von Michael Apted, der von TriStar Pictures produziert wurde.
Im Jahr 2000 wurde der unter Schocks Regie entstandene Kurzfilm My Mother Dreams the Satan’s Disciples in New York mit einem Oscar ausgezeichnet und konnte 15 weitere Auszeichnungen auf verschiedenen Festivals entgegennehmen, darunter den renommierten Ida-Lupino Award der Directors Guild of America (DGA). Pickett schrieb das Drehbuch für den Film.
Schock, inzwischen Professorin an der Tisch School of the Arts und die Vorsitzende des Graduate-Film-Programms der Schule, war zuvor die Leiterin des Regiebereichs und ist dafür bekannt, dass sie die Lehrpläne der Schauspieler intensiv ausbaut und mit großer Stärke leitet. Sie ist zudem die neue Vorsitzende des Graduate-Film-Programms der Schule. Schock ist Mitglied der Academy of Motion Picture Arts and Sciences und seit Februar 2005 im Executive Committee für Kurzfilme und Feature Animation. Zurzeit arbeitet sie zusammen mit Pickett an einem abendfüllenden Indiefilm, dem die von Miles Wilson adaptierte Geschichte On Tour with Max zugrunde liegt.
Schock lebt mit ihrem zweiten Ehemann John Martin und ihrer Tochter in Manhattan.

## Filmografie (Auswahl)
- 1984: California Without End (als Schauspielerin)
- 1988: From Hollywood to Deadwood (als Schauspielerin)
- 1992: Halbblut (Thunderheart; Assistenz bei Michael Nozik)
- 1992: Alien 3 (Assistenz bei David Fincher)
- 1998: My Mother Dreams the Satan’s Disciples in New York (Regie)

spezielle Danksagungen für folgende Kurzfilme:
- 1994: Trevor
- 2008: Bean
- 2011: Les vacances de Victor et Lisa
- 2013: My Father’s Truck
- 2013: A Day in Eden
- 2014: Oh Lucy!
- 2014: Quedate
- 2015: Blood and Water
- 2015: Carmelo
- 2017: Oh Lucy!

## Auszeichnungen (Auswahl)
| Jahr | Auszeichnung             | Kategorie, Werk | Gewinner                                             | Ergebnis |
| ---- | ------------------------ | --- | ---------------------------------------------------- | -------- |
| 1998 | DGA Student Film Award   | „Bester Kurzfilm“ My Mother Dreams the Satan’s Disciples in New York                                                         | Barbara Schock (AFI)                                 | Gewonnen |
| 1998 | Filmmaker Audience Award | AFI Festival: „Bester Studenten-Kurzfilm“ My Mother Dreams the Satan’s Disciples in New York                                 | Barbara Schock                                       | Gewonnen |
| 1999 | Student Award            | Palm Springs International ShortFest: „Beste Live Action über 15 Minuten“ My Mother Dreams the Satan’s Disciples in New York | Barbara Schock                                       | Gewonnen |
| 2000 | Oscar                    | „Bester Kurzfilm“ My Mother Dreams the Satan’s Disciples in New York                                                         | Barbara Schock zusammen mit Produzentin Tammy Tiehel | Gewonnen |